# Archia (ingegnere)
Archia di Corinto (Corinto, III secolo a.C. – ...) è stato un ingegnere greco antico.
Fu costruttore nel 240 a.C. di un'immensa nave, progettata dallo stesso Archimede, donata da Gerone II di Siracusa a Tolomeo III Evergete.